# 1619 en science
| Années de la science : 1616 - 1617 - 1618 - 1619 - 1620 - 1621 - 1622    |
| Décennies de la science : 1580 - 1590 - 1600 - 1610 - 1620 - 1630 - 1640 |

Cet article présente les faits marquants de l'année 1619 en science.

## Événements
- 9 mai-25 septembre 1620 : voyage du Danois Jens Munk à la recherche de la « route du Nord-Ouest »[1]. Il séjourne durant l’hiver à l’embouchure de la Rivière Churchill dans la baie d'Hudson, où presque tous ses marins périssent. Il réussit à regagner le Danemark avec deux survivants sur soixante et un[2].
- 19 juillet : Frederick de Houtman et Jacob d'Edel aperçoivent la terre de la côte australienne située de nos jours près de Perth qu'ils baptisent d'Edelsland[3].
- 10 novembre : René Descartes, alors à Neubourg, fait trois rêves successifs qui lui donnent l'inspiration de sa philosophie et de sa géométrie analytique[4].

- L'astronome allemand Johannes Kepler postule l'existence d'un vent solaire pour expliquer la direction de la queue des comètes[5]. Il publie son ouvrage principal L'Harmonie du Monde contenant la troisième loi sur le mouvement planétaire : le carré de la période de l'orbite d'une planète est proportionnel au cube de sa distance moyenne au soleil, c'est une constante commune à toutes les planètes[6].
- Fabrizio Bartoletti (1576-1630) publie la deuxième édition de son Encyclopaedia hermetico dogmatica à Bologne. Il y décrit l'existence un manna seu nitrum seri Lactis, sel essentiel de sérum de Lait, aujourd'hui appelé lactose[7]. La date de publication exacte est incertaine[8],[9].

## Publications
- Alexander Anderson : Alexandri Andersoni Exercitationum Mathematicarum Decas Prima, Paris, 1619, in quarto ;
- John Bainbridge : An Astronomical Description of the late Comet, 1619 ;
- Giuseppe Biancani : Sphera mundi, seu cosmographia demonstrativa, ac facili methodo tradita ;
- Henry Briggs : Lucubrationes et Annotationes in opera posthuma J. Neperi, Édimbourg, 1619, in-quarto ;
- Jan Brożek :
  - Dissersatio de cometa Astrophili, 1619 ;
  - De dierum inaequalitate, 1619 ;
- Ludolph van Ceulen : Ludolphi a Ceulen de Circulo et adscriptis liber, in quo plurimorum polygonorum latera per irrationalium numerorum griphos, quorumlibet autem per numeros absolutos secundum algebricarum aequationum leges explicantur…, Omnia e vernaculo latina fecit et annotationibus illustravit Willebrordus Snellius, 1619, posthume ;
- Jean-Baptiste Cysat : Mathematica astronomica de loco, motu, magnitudine et causis cometae qui sub finem anni 1618 et initium anni 1619 in coelo fulsit. Ingolstadt Ex Typographeo Ederiano 1619, Ingolstadt, 1619 ;
- Giovanni Camillo Glorioso : De cometis dissertatio astronomico-physica publice habita in gymnasio Patavino, Varisciana Disponible ici, 1619, livre dédié à Marino Ghetaldi ;
- Orazio Grassi : Libra astronomica et philosophica, publié sous le pseudonyme de Lotario Sarsi Sigenzano, 17 octobre 1619[10] ; il défend la position de Tycho Brahe selon laquelle les comètes sont des corps célestes se mouvant sur des orbites circulaires autour du soleil, ce que conteste Galilée et son élève Mario Guiducci qui publie en juin 1619 Discorso delle comete où il développe une théorie qui considère à tort les comètes comme des phénomènes optiques[11].
- Johannes Kepler :
  - De cometis libelli tres. Astronomicus (Physicus, Astrologicus), 1619,
  - Harmonices Mundi, 1619, énonce la troisième loi fondamentale et théorie sur l’harmonie musicale,
- Samuel Marolois : La très noble perspective, à scavoir la théorie, practique et instruction fondamentale d'icelle ; inventée par  Hans Vredeman de Vries, frison, et de nouveau augmentée et corrigée par Marolois. (1619), publiée chez Jean d'Aernhem, Amsterdam ;
- John Napier : Mirifici logarithmorum canonis constructio, 1619, posthume.

## Naissances

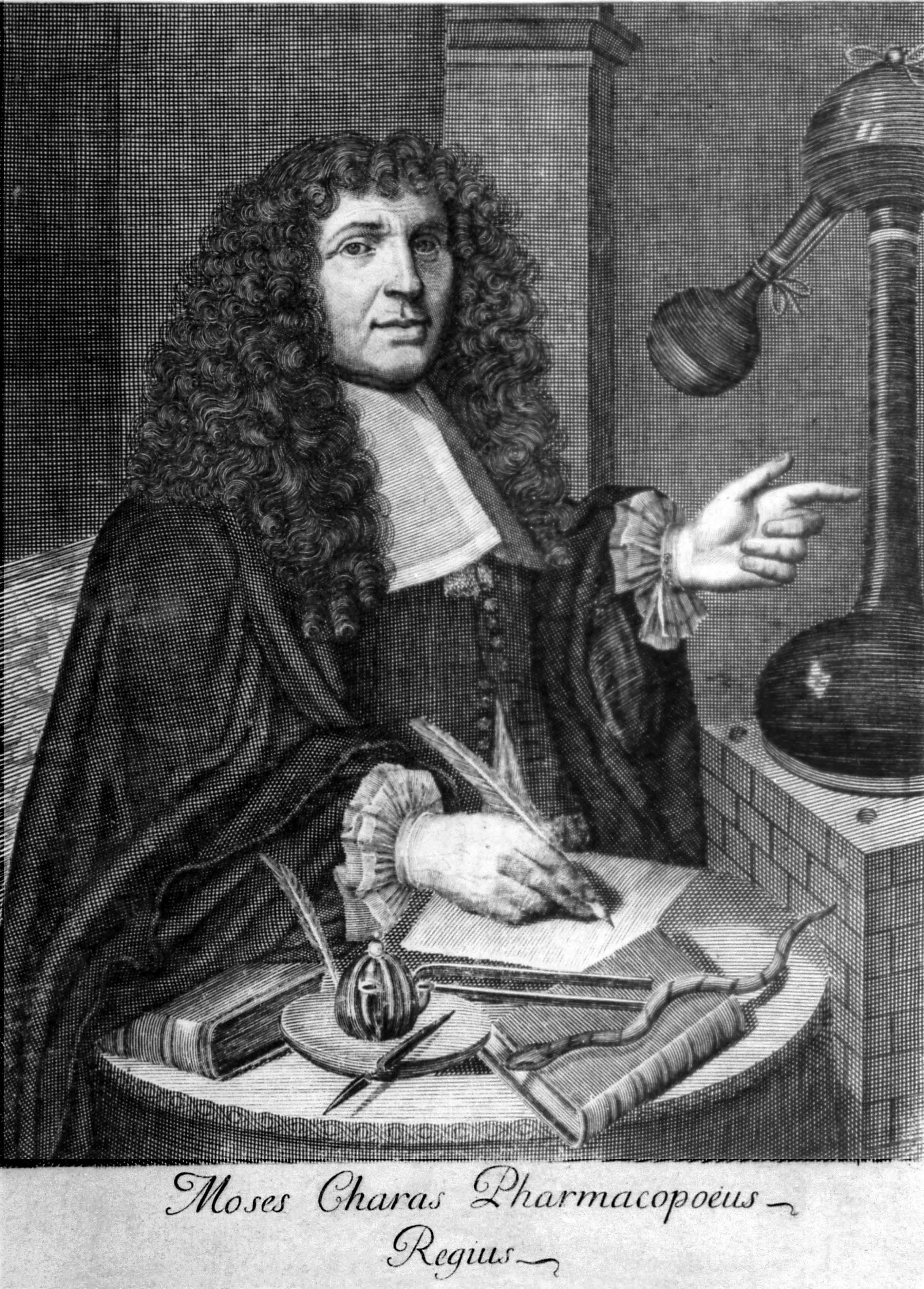
Moyse Charas

- 30 janvier : Michelangelo Ricci (mort en 1682), mathématicien et cardinal italien.
- 2 février : Walter Charleton (mort en 1707), médecin et naturaliste britannique, médecin de Charles Ier d'Angleterre[12].
- 2 avril : Moyse Charas (mort en 1698), pharmacien français spécialisé dans les vipères[13].
- Vers 1619
  - De La Voye-Mignot (mort en 1684), mathématicien et théoricien de la musique français.
- Date probable
  - Jeremiah Horrocks[14] (mort en 1641), astronome anglais qui fut le premier à observer un passage de Vénus devant le Soleil en 1639.

## Décès
- 21 mai : Girolamo Fabrizi d'Acquapendente (né en 1537), anatomiste italien.
- 2 juillet : Olivier de Serres (né en 1539), agronome français[15].
- Octobre[16] : Hans Lippershey (né en 1570), fabricant de lentilles néerlandais, à qui on attribue l'invention du télescope en 1608.